# Râul Poiana Lungă
Râul Poiana Lungă este un curs de apă, afluent al râului Dobrovăț. 